# Bad Kötzting
Bad Kötzting (zastarale česky Kočín) je město v německé spolkové zemi Bavorsko v hornofalckém okresu Cham.
Žije zde přibližně 7 500 obyvatel.
Bad Kötzting leží na severním okraji Bavorského lesa pod západním úbočím horského hřbetu Kaitersberg. Městem protéká řeka Weißer Regen (Bílá Řezná).

## Městské části
Bad Kötzting má 51  městských částí.
- Ammermühle
- Arndorf
- Bachmaierholz
- Bad Kötzting
- Bärndorf
- Beckendorf
- Berghäusl
- Bonried
- Buchberg bei Steinbühl
- Buchberg bei Wettzell
- Dachsenbühl
- Fischerhof
- Gadsdorf
- Gehstorf
- Gradis
- Grub
- Hafenberg
- Haus
- Hausermühle
- Himmelreich
- Hofern
- Höfing
- Hofmannsgütl
- Kaitersbach
- Kammern
- Kieslau
- Klobighof
- Leckern
- Liebenstein
- Ludwigsberg
- Maiberg
- Matzelsdorf
- Niesassen
- Ramsried
- Regenstein
- Reitenberg
- Reitenstein
- Ried am Haidstein
- Ried am See
- Riedersfurt
- Sackenried
- Sperlhammer
- Steinbühl
- Stockmühle
- Traidersdorf
- Waid
- Weißenholz
- Weißenregen
- Wettzell
- Wölkersdorf
- Zeltendorf

## Partnerská města
- Altea, Španělsko, 1991
- Bellagio, Itálie, 1991
- Bundoran, Irsko, 1991
- Granville, Francie, 1991
- Holstebro, Dánsko, 1991
- Houffalize, Belgie, 1991
- Chojna, Polsko, 2004
- Judenburg, Rakousko, 1999
- Karkkila, Finsko, 1997
- Kőszeg, Maďarsko, 2004
- Marsaskala, Malta, 2009
- Meerssen, Nizozemsko, 1991
- Niederanven, Lucembursko, 1991
- Oxelösund, Švédsko, 1998
- Preveza, Řecko, 1991
- Prienai, Litva, 2008
- Sesimbra, Portugalsko, 1991
- Sherborne, Spojené království, 1991
- Sigulda, Lotyšsko, 2004
- Siret, Rumunsko, 2010
- Sušice, Česko, 2004
- Türi, Estonsko, 2004
- Zvolen, Slovensko, 2007